# Delray Beach
Delray Beach é uma cidade localizada no estado norte-americano da Flórida, no condado de Palm Beach. Foi incorporada em 1911.

## Geografia
De acordo com o United States Census Bureau, a cidade tem uma área de 42,1 km², onde 40,9 km² estão cobertos por terra e 1,1 km² por água.

## Demografia
Segundo o censo nacional de 2010, a sua população é de 60 522 habitantes e sua densidade populacional é de 1 478 hab/km². Possui 34 156 residências, que resulta em uma densidade de 834,14 residências/km².

## Geminações
- Moshi Mjini, Kilimanjaro, Tanzânia
- Miyazu, Quioto, Japão[4]